# Nicole Mustilli
Nicole Mustilli (24 marzo 1978) è una schermitrice statunitense, specializzata nella sciabola. Ha vinto una medaglia d'oro nel concorso a squadre durante l'edizione 2000 dei campionati mondiali di scherma.